# The Rugby Championship 2020
The Rugby Championship 2020 – dziewiąta edycja The Rugby Championship, corocznego turnieju w rugby union rozgrywanego pomiędzy czterema najlepszymi zespołami narodowymi półkuli południowej – Argentyny, Australii, Nowej Zelandii i RPA. Turniej odbędzie się systemem ligowym pomiędzy 30 października a 12 grudnia 2020 roku.
Wliczając turnieje w poprzedniej formie, od czasów Pucharu Trzech Narodów, będzie to dwudziesta piąta edycja tych zawodów.
Zwycięzca meczu zyskiwał cztery punkty, za remis przysługiwały dwa punkty, porażka nie była punktowana, a zdobycie przynajmniej trzech przyłożeń więcej od rywali lub przegrana nie więcej niż siedmioma punktami premiowana była natomiast punktem bonusowym.
Poszczególne związki – pomiędzy listopadem 2019 a lutym 2020 roku – kolejno wyznaczały stadiony na domowe spotkania turnieju zaplanowanego na sierpień i wrzesień. W związku z pandemią COVID-19 turniej został przełożony na późniejszy termin – we wrześniu poinformowano, że wszystkie mecze zawodów odbędą się w Australii, w stanach Queensland i Nowa Południowa Walia. Jeszcze w tym samym miesiącu ogłoszono nowy harmonogram rozgrywek, które zostały zaplanowane w formie dwóch meczów jednego dnia na jednym stadionie na sześć kolejnych weekendów pomiędzy 7 listopada a 12 grudnia 2020 roku – pierwsza kolejka w Brisbane, czwarta w Newcastle, zaś pozostałe na dwóch stadionach w Sydney. Termin zakończenia zawodów wzbudził niezadowolenie Nowozelandczyków, bowiem zgodnie z zasadami wprowadzonymi przez rząd tego kraju wszystkie powracające osoby obowiązuje dwutygodniowa kwarantanna w państwowym ośrodku, co oznaczałoby, iż rugbyści i sztab szkoleniowy nie powróciliby do domów przed świętami Bożego Narodzenia. Na początku października przesunięto zatem spotkanie o Bledisloe Cup z ostatniego weekendu zawodów na koniec października – tydzień przed wyznaczoną wcześniej datą rozpoczęcia; jednocześnie ogłoszono też godziny rozpoczęcia pojedynków.

## Mecze
| 30 października 202019:45 | Australia     | 5:43(0:26) | Nowa Zelandia                                                                       | ANZ Stadium, Sydney Widzów: 25889 Sędzia: Ben O’Keeffe |
| 30 października 202019:45 | Lolesio 5 (P) | 5:43(0:26) | Tu'inukuafe 5 (P) Moʻunga 23 (2P 5pd K) Coles 5 (P) R. Ioane 5 (P) J. Barrett 5 (P) | ANZ Stadium, Sydney Widzów: 25889 Sędzia: Ben O’Keeffe |
| 30 października 202019:45 | Daugunu       | 5:43(0:26) | J. Barrett · Frizell                                                                | ANZ Stadium, Sydney Widzów: 25889 Sędzia: Ben O’Keeffe |

| 7 listopada 202019:45 | Australia                                 | 24:22(8:8) | Nowa Zelandia                                                | Suncorp Stadium, Brisbane Widzów: 36000 Sędzia: Nic Berry |
| 7 listopada 202019:45 | Wright 5 (P) Tupou 5 (P) Hodge 14 (pd 4K) | 24:22(8:8) | R. Ioane 5 (P) Taylor 5 (P) Vaa'i 5 (P) J. Barrett 7 (2pd K) | Suncorp Stadium, Brisbane Widzów: 36000 Sędzia: Nic Berry |
| 7 listopada 202019:45 | Koroibete · Swinton                       | 24:22(8:8) | Barrett · Tu'ungafasi                                        | Suncorp Stadium, Brisbane Widzów: 36000 Sędzia: Nic Berry |

| 14 listopada 202017:10 | Nowa Zelandia                            | 15:25(3:16) | Argentyna            | Bankwest Stadium, Sydney Widzów: 9063 Sędzia: Angus Gardner |
| 14 listopada 202017:10 | Cane 5 (P) Clarke 5 (P) Moʻunga 5 (pd K) | 15:25(3:16) | Sánchez 25 (P pd 6K) | Bankwest Stadium, Sydney Widzów: 9063 Sędzia: Angus Gardner |

| 21 listopada 202019:45 | Argentyna       | 15:15(6:6) | Australia     | McDonald Jones Stadium, Newcastle Widzów: 11749 Sędzia: Paul Williams |
| 21 listopada 202019:45 | Sánchez 15 (5K) | 15:15(6:6) | Hodge 15 (5K) | McDonald Jones Stadium, Newcastle Widzów: 11749 Sędzia: Paul Williams |
| 21 listopada 202019:45 | Montoya         | 15:15(6:6) |               | McDonald Jones Stadium, Newcastle Widzów: 11749 Sędzia: Paul Williams |

| 28 listopada 202019:45 | Argentyna                                                                 | 0:38(0:7) | Nowa Zelandia | McDonald Jones Stadium, Newcastle Widzów: 10104 Sędzia: Nic Berry |
| 28 listopada 202019:45 | Coles 5 (P) Savea 5 (P) Jordan 10 (2P) Tuipulotu 5 (P) Moʻunga 13 (5pd K) | 0:38(0:7) |               | McDonald Jones Stadium, Newcastle Widzów: 10104 Sędzia: Nic Berry |
| 28 listopada 202019:45 | Lomax                                                                     | 0:38(0:7) |               | McDonald Jones Stadium, Newcastle Widzów: 10104 Sędzia: Nic Berry |

| 5 grudnia 202019:45 | Australia                     | 16:16(6:13) | Argentyna                                   | Bankwest Stadium, Sydney Widzów: 10000 Sędzia: Ben O’Keeffe |
| 5 grudnia 202019:45 | Hooper 5 (P) Hodge 11 (pd 3K) | 16:16(6:13) | Delguy 5 (P) Miotti 8 (pd 2K) Sánchez 3 (K) | Bankwest Stadium, Sydney Widzów: 10000 Sędzia: Ben O’Keeffe |
| 5 grudnia 202019:45 | Hooper                        | 16:16(6:13) | Kremer · Paulos                             | Bankwest Stadium, Sydney Widzów: 10000 Sędzia: Ben O’Keeffe |